# جرن الخرإبة (السدة)

تعديل مصدري - تعديل

جرن الخرابة محلة تابعة لقرية بيت النسيم، التابعة لعزلة المرخام بمديرية السدة إحدى مديريات محافظة إب في الجمهورية اليمنية.، بلغ تعداد سكانها 86 حسب تعداد اليمن لعام 2004.